# Lev Casso
Lev Aristidovici Casso (în rusă Лев Аристи́дович Кассо́, în franceză Léon Victor Constantin Casso; n. 18 iunie 1865, Paris, Franța – d. 9 decembrie 1914, Petrograd, Imperiul Rus) a fost un avocat, profesor universitar și politician țarist. În perioada anilor 1910-1914 a fost ministru al educației în guvernele Stolîpin și Kokovțov.

## Biografie
Casso s-a născut în Ciutulești, în ținutul Soroca, gubernia Basarabia (azi în Republica Moldova) (conform altor surse la Paris). Provenea dintr-o familie de boieri moldoveni. Unchiul său, Nicolae Casso, a fost un revoluționar român, iar tatăl său, Aristide, a fost membru activ al societății „Junimea”. A studiat la Lycée Condorcet din Paris, apoi la Ecole de droit (Școala de drept) din Paris. Doctoratul și l-a luat la Universitatea din Berlin.
S-a întors apoi în Imperiul Rus. A predat la Universitățile din Dorpat, Harkov și Moscova, până în 1910, când a devenit ministru al educației, funcție pe care a îndeplinit-o până la moartea sa, în 1914.

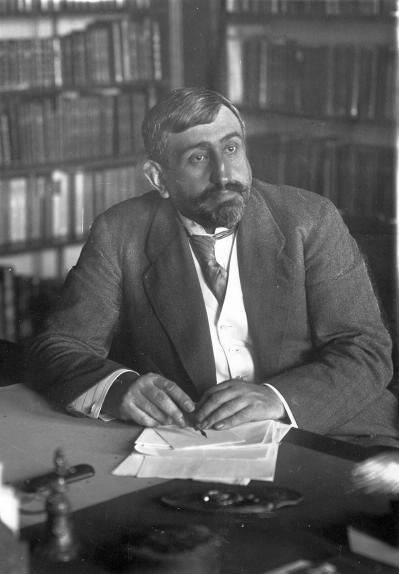
Lev Casso în biroul de ministru

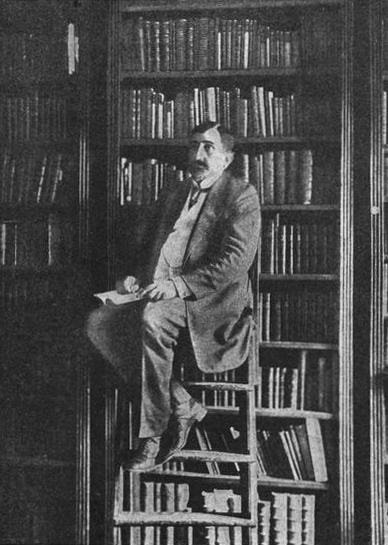
Casso în biblioteca sa

Ca ministru a fost adept al unei politici conservatoare, intrând în conflict cu forțele liberale. Mandatul său este marcat de măsuri reacționare menite să limiteze concesiile liberale dobândite în urma revoluției din 1905. A fost catalogat ca fiind aservit intereselor țarului, ajungând chiar să-i demită pe profesorii liberali de la Universitatea din Moscova.
Potrivit relatărilor din presă, la 25 iulie 1914, Casso, care se afla atunci în Germania, a fost bătut de mai mulți locuitori germani cu ocazia izbucnirii primului război mondial.
A decedat pe 9 decembrie 1914 la Petrograd. A fost înmormântat la Ciutulești, conform dorinței sale.